# Мирослав Зотовић
Мирослав Зотовић (Београд, 9. јануар 1900 — Београд, 17. јануар 1969) био је српски хирург. Један је од утемељивача физикалне медицине и рехабилитације на простору Југославије након Другог свјетског рата.

## Биографија
Мирослав Зотовић, син Ристин, рођен је 1900. у Београду. За вријеме Првог свјетског рата, као петнаестогодишњак, са српском војском прошао је албанску голготу. Класичну гимназију завршио је у Београду 1919. Студирао је медицину од 1921. до 1926. у Прагу и Београду. Медицински факултет завршио је у Београду 1926.Хирургију је специјализовао од 1927 до 3. септембра 1929. у Франкфурту на Мајни и на Клиници "Пропедев" у Београду. Говорио је добро њемачки, а служио се италијанским, руским и енглеским језиком. Био је ожењен домаћицом Милевом (дјев. Ристић), рођеном 1909, са којом је стекао сина Бошка (1929) и кћерку Љубицу (1931).
Након завршетка студија радио је као активни санитетски официр и хирург. Положио је 2. јуна 1927. испит за чин резервног санитетског поручника, а краљевским указом од 18. маја 1929. произведен је у чин активног санитетског поручника. Био је контрактуални секундарни љекар Хируршког одјељења Војне болнице у Сарајеву (од 23. новембар 1928 до 3. марта 1930) и, као најмлађи војни хирург, шеф хируршких одјељења војних болница у Цетињу од 3. марта до 25. новембра 1930 и Љубљани, од 25. новембра 1930 до 7. марта 1934,, Потиске сталне војне болнице и Сталне војне болнице у Новом Саду од 7. марта 1934 до 20. јануара 1939, када је уважена његова оставка на војну службу. У чин капетана I класе унапријеђен је 11. децембра 1936. Од 1939. до почетка 1941. радио је као љекар чиновник, хирург и управник болнице бањалучког Окружног уреда за осигурање радника у Дрвару, гдје је тада била велика концентрација шумских радника запослених у "Целулози" и "Шипаду". Реактивиран је у војну службу Краљевине Југославије и почетком 1941. постављен за шефа Хируршког одјељења Војне болнице у Новом Саду. На овој дужности је дочекао почетак Другог свјетског рата.
Заробљен је од стране италијанске војске 17. априла 1941. Од јануара 1942. био је заточен у више њемачких логора. Током ратних и заробљеничких година, стицајем околности, обављајући љекарску дужност, пружио је несебичну помоћ многим ратним заробљеницима, а највише онима из САД, Велике Британије, Пољске и СССР-а. Из тих дана потичу и његова бројна лична пријатељства, која су се наставила и након рата. У заробљеништву је остао до 6. јула 1945.
По повратку у Југославију радио је од 10. августа 1945. као социјални љекар чиновник - хирург и шеф Станице за накнадно лијечење повријеђених при филијали Земаљског завода за социјално осигурање у Београду, а од 14. јуна 1948. као руководилац групе за сталну помоћ и трауматологију у Главној управи Комитета за заштиту народног здравља Владе ФНРЈ у Београду. На иницијативу предсједника Савјета за народно здравље и социјалну политику Владе ФНРЈ др Павла Грегорића, који је био упознат са предратним радом др Мирослава Зотовића, формирао је 1948. прву Трауматолошку болницу у Београду, а од средине 1949. радио је на формирању једне нове, до тада скоро непознате службе у нашој стручној јавности - службе за рехабилитацију инвалидних особа. Био је оснивач, а од 1. марта 1952. и први директор новоформираног Центра за оспособљавање инвалида за рад у Београду, који је 1957. прерастао у Савезни институт за рехабилитацију. Оставио је велики траг у развоју рехабилитационе службе у Југославији. Почетком 60-их година 20. вијека више пута је посјетио Завод за рехабилитацију у Бањалуци. Совјетске власти су га за показану храброст и хуманост у пружању помоћи руским заробљеницима током рата одликовале 1964. Орденом отаџбинског рата првог реда.
Умро је 17. јануара 1969. Због његових великих заслуга за развој савремене рехабилитације у Југославији и установе на чијем је челу био први директор, београдски завод је 1969. добио његово име - Завод за рехабилитацију "Др Мирослав Зотовић". Одлуком Савјета Завода за медицинску рехабилитацију у Бањалуци од 29. децембра 1970. године, цијенећи велике заслуге др Зотовића за развој савремене рехабилитације, овај завод је преименован у Завод за рехабилитацију "Др Мирослав Зотовић" Бања Лука.
За вријеме Краљевине Југославије био је одликован Златном медаљом за ревносну службу, Медаљом за војничке врлине, Орденом Светог Саве петог реда и Орденом југословенске круне четвртог реда.